# Clap Your Hands Say Yeah
Clap Your Hands Say Yeah, souvent abrégé CYHSY, est un groupe de rock indépendant américain, originaire de New York. il comprend Alec Ounsworth, auteur et compositeur originaire de Philadelphie, Lee Sargent, Robbie Guertin, Tyler Sargent, et Sean Greenhalgh tous originaires du quartier de Brooklyn à New York. Pour les influences sont citées Tom Waits, Modest Mouse ou encore les Talking Heads, mais la différence se situant dans la voix nasillarde et accrocheuse du chanteur Alec Ounsworth[réf. nécessaire]. Le chanteur Alec Ounsworth a un projet parallèle (Flashy Python and the Body Snatchers). Il est le cousin de l'un des membres du groupe The Ghost Parade.

## Biographie

### Débuts
Le groupe, dont les membres étaient tous étudiants au Connecticut College, est formé au début de 2004 et joue quelques concerts à Manhattan et Brooklyn. Clap Your Hands Say Yeah fait partie de ces groupes à qui l'explosion du web 2.0 a profité, leur permettant de diffuser initialement leur musique de manière rapide, peu coûteuse et en touchant un maximum de monde.
Leur premier album, Clap Your Hands Say Yeah, est auto-produit et auto-diffusé 2005, recevant l'attention de nombreux podcasts et reçu rapidement une mention favorable de Pitchfork. Il est à l'origine, par le biais d'internet, de l'un des buzz les plus importants de l'année, et est sacré directement « meilleure découverte du moment ».
L'album, avant de passer sous un label plus puissant, était aux dires de CYHSY, initialement uniquement destiné à obtenir des concerts, une diffusion de masse étant à l'époque impossible, une seule personne se chargeant de tout le processus de pressage et de diffusion. S'ensuit une demande massive pour l'album qui doit être réédité en urgence, le rythme de production initial étant beaucoup trop lent.  Le groupe qui commence à se produire en jouant régulièrement à Pianos à New York, reçut de plus en plus de propositions de distribution (CYHSY avait alors vendu environ 45 000 exemplaires de leur album éponyme).  Plus tard, ils participent à la bande originale du film The Great Buck Howard, apparaissant à plusieurs reprises dans le film lui-même, ainsi que plus longuement dans le clip final. David Bowie ainsi que David Byrne sont aperçus lors de concerts du groupe, attirant ainsi le regard de la presse. Ils reçoivent un prix de Rolling Stone en tant que 'Hot New Band' pour 2005. Le 3 octobre 2005, ils signent auprès de Wichita Recordings aux États-Unis.
Le groupe n'ayant toujours pas de nom lors de leur tout premier concert, s'est alors laissé inspirer par un graffiti inscrit sur un mur de Brooklyn qui disait clap your hands and say yeah.

### Pause
Le 21 janvier 2009, CYHSY annonce ne plus avoir l'intention de retourner en studio pour un nouvel album, expliquant vouloir faire une pause, les membres du groupe se consacrant à d'autres projets parallèles. L'annonce prend officiellement effet lorsqu'ils finissent de jouer à la Brooklyn Academy of Music le 13 février 2009 ; cependant, ils jouent un nouveau morceau le 4 mars au Late Night with Jimmy Fallon.
Pendant leur pause, Alec Ounsworth publie son premier album solo, Mo Beauty, à la fin 2009, puis s'occupe de la sortie de l'album Skin and Bones, premier opus de son autre projet parallèle, Flashy Python. Robbie Guertin et Tyler Sargent jouent au sein du groupe Uninhabitable Mansions, avec Annie Hart de Au Revoir Simone. Guertin joue aussi de la batterie au sein de Radical Dads.

### Retour
Mai 2011 amène des nouvelles concernant un troisième album. Le groupe publie l'album Hysterical, produit par John Congleton, le 12 septembre en Europe, au Japon, et en Australie, et le 20 septembre aux États-Unis. Une réédition vinyle de l'édition remasterisée du premier album, publiée le 14 juin 2011, est également annoncée. Un clip du single Maniac est réalisé par le réalisateur belge Pieter Dirkx. Il est publié le 14 septembre 2011.
Le 3 juillet 2012, le groupe annonce le départ de Robbie Guertin pour se consacrer à son autre groupe, Radical Dads. Le dernier concert du groupe avec Tyler Sargent est annoncé le 7 juillet 2012. Lee Sargent part aussi après ce concert. Le 1er août 2013, Clap Your Hands Say Yeah sort l'EP Little Moments sur Bandcamp. Le 31 décembre 2013, le groupe annonce l'avènement et la sortie prochaine de l'album Only Run pour le 3 juin 2014. L'album est mixé par Dave Fridmann. Un nouveau single, Coming Down, est publié sur SoundCloud le 1er avril 2014 et fait participer Matt Berninger de The National.
Le 13 mai 2015, Clap Your Hands Say Yeah annonce la réédition de leur premier album, éponyme, en formats CD et vinyle, qui se fera en parallèle à la tournée nord-américaine. L'album est publié le 2 juin 2015, et s'accompagne d'une cassette audio douze pistes de soli acoustiques.

## Membres

### Membres actuels
- Alec Ounsworth - guitare, voix, boite à rythmes (depuis 2004)

### Anciens membres
- Sean Greenhalgh - batterie, percussions (2004-2014)
- Robbie Guertin - guitare, claviers, chœurs (2004-2012)
- Lee Sargent - guitare, claviers, chœurs (2004-2012)
- Tyler Sargent - guitare basse, chœurs (2004-2012)

## Discographie

### Albums studio
- 2005 : Clap Your Hands Say Yeah
- 2007 : Some Loud Thunder
- 2011 : Hysterical
- 2014 : Only Run
- 2017 : The Tourist
- 2021 : New Fragility

### EP
- 2006 : Fall Tour 2006 EP (avec Architecture in Helsinki et Takka Takka)

### Singles
- 2005 : Is This Love?
- 2006 : In This Home on Ice (UK #68)
- 2006 : The Skin of My Yellow Country Teeth
- 2007 : Satan Said Dance

### Concerts
- Aux Transmusicales de Rennes en décembre 2005
- Au festival Rock Werchter le 30 juin 2006
- À l'affiche du Dour Festival (Belgique - 12/15 juillet 2007)
- Présents aux « Rock dans tous ses États », Évreux (France), 6/7 juillet 2007
- À l'affiche de la « Garden Nef Party », Angoulême (France), 20/21 juillet 2007
- À l'affiche du Festival des Vieilles Charrues, Carhaix (France), 19/22 juillet 2007